# Drzewo na saboty
Drzewo na saboty (wł. L’albero degli zoccoli) – włoski dramat filmowy z 1978 roku w reżyserii Ermanno Olmiego.
W 1995, z okazji stulecia narodzin kina, film znalazł się na watykańskiej liście 45 filmów fabularnych, które propagują szczególne wartości religijne, moralne lub artystyczne.

## Realizacja
Obraz zrealizowano głównie w dialekcie bergamasco z udziałem aktorów nieprofesjonalnych, mieszkańców okolic Bergamo. Film kręcono głównie w Bassa Bergamasca w Lombardii, we wsiach i w plenerach nad Naviglio di Brescia. Miejscowości wymieniane w publikacjach dotyczących filmu, to m.in.: Palosco (cascina Roggia Sale), Cividate al Piano, Martinengo, Mornico al Serio, Cortenuova, Treviglio, Pontoglio. Ujęcia nad Naviglio Grande zrealizowano w okolicach Castelletto di Cuggiono, Bernate Ticino, Robecco sul Naviglio i Abbiategrasso.

## Fabuła
Mała lombardzka wioska nieopodal Bergamo od jesieni 1897 do lata 1898 roku. Żyje tu wiele biednych chłopskich rodzin. Wspólnotę, którą tworzą, łączą silne więzi kulturowe i duchowe. Kiedy przychodzi czas oddania właścicielowi farmy sporej części plonów, biedni chłopi oszukują, by zatrzymać choć kilka kilogramów mąki. Gdy miejscowa piękność Maddalena wychodzi za Stefana, cała osada uczestniczy w ślubie i wita młodych, gdy wracają z Mediolanu z adoptowanym dzieckiem. Rodziny wspólnie zarzynają świnię, godzą kłócących się, słuchają opowieści starszych, przyjmują wizyty proboszcza, uczestniczą w nabożeństwach i świętują. Wielką radość budzi cudowne ozdrowienie krowy należącej do ubogiej wdowy.
Pewnego dnia sześcioletni Mènec wraca ze szkoły ze złamanym drewniakiem. Ojciec spędza całą noc, potajemnie rzeźbiąc mu nowy. Do wykonania buta używa jednak kradzionego drewna. Kiedy prawda wychodzi na jaw, właściciel wyrzuca go z gospodarstwa. Pozostali mieszkańcy patrzą w osłupieniu i bezsilni, gdy Batistì opuszcza wieś z rodziną, wyruszając ku nędzy i niepewnej przyszłości.

## Główne role
- Luigi Ornaghi – Batistì
- Francesca Moriggi – Batistina
- Omar Brignoli – Mènec
- Antonio Ferrari – Tuni
- Teresa Brescianini – Wdowa Runk
- Giuseppe Brignoli – Anselmo
- Carlo Rota – Peppino
- Pasqualina Brolis – Teresina
- Massimo Fratus – Pierino
- Francesca Villa – Annetta
- Maria Grazia Caroli – Bettina

## Nagrody i nominacje
31. MFF w Cannes
- Złota Palma[7]
- Nagroda Jury Ekumenicznego[7]

Cezary 1979
- Najlepszy film zagraniczny

Nagroda David di Donatello
- Najlepszy film[7]

Nastro d’argento
- Reżyser najlepszego filmu (Ermanno Olmi)[7]
- Najlepsze materiały do scenariusza[7]
- Najlepszy scenariusz[7]
- Najlepsze zdjęcia[7]
- Najlepsze kostiumy (Francesca Zucchelli)[7]

Nagroda Stowarzyszenia Nowojorskich Krytyków Filmowych
- Najlepszy film zagraniczny[8]

BAFTA
- Nagroda im. Roberta Flaherty'ego dla najlepszego filmu dokumentalnego[8]

National Board of Review
- Najlepszy film zagraniczny[9]